# 2687 Tortali
2687 Tortali è un asteroide della fascia principale del diametro medio di circa 11,95 km. Scoperto nel 1982, presenta un'orbita caratterizzata da un semiasse maggiore pari a 2,5188597 UA e da un'eccentricità di 0,1228086, inclinata di 10,08895° rispetto all'eclittica.